# Lappnäs, Sunne kommun

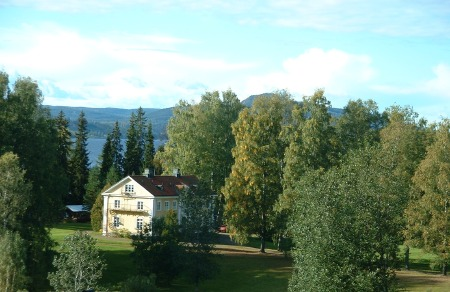

Lappnäs är ett före detta barnhem i Sunne kommun i Värmland. Barnhemsverksamheten upphörde 1972. Landstinget i Värmland sålde fastigheten 1975 och den har varit i privat ägo sedan dess. Sedan 2008 drivs ett Bed & Breakfast på fastigheten.